# Marcantonio Franceschini

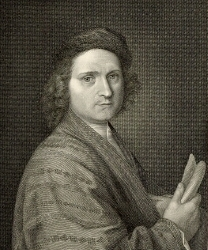
Marcantonio Franceschini

Marcantonio Franceschini (auch: Franceschini di Bologna, Franceschino da Bologna; Franceschini bolognese; * 5. April 1648 in Bologna; † 24. Dezember 1729 ebenda) war ein italienischer Maler und Freskant der Bologneser Schule und international renommierter Vertreter des barocken Klassizismus.

## Leben

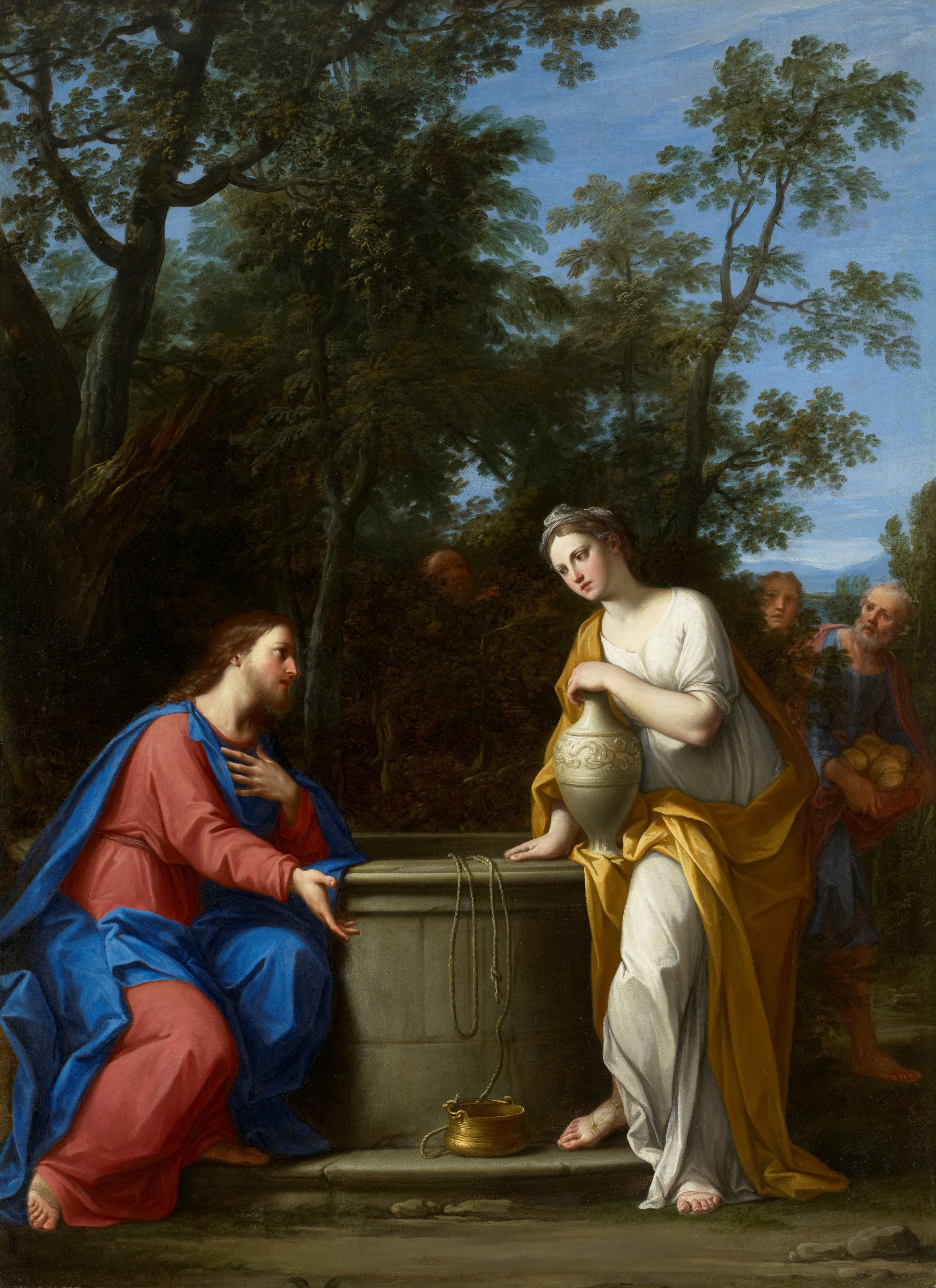
Jesus und die Samariterin am Brunnen, um 1700, Öl auf Leinwand, 144,1 × 105,4 cm, Museum of Fine Arts, Houston

Er kam als Sohn von Giacomo Franceschini und Giulia Maffei aus Bologna zur Welt, sein Bruder Petronio Franceschini war Musiker. Laut Zanotti (1739, S. 219) war Marcantonio selber ein guter Mensch mit „ehrbaren Manieren“, der, um sich von seiner malerischen Arbeit zu erholen, oft auf seiner Laute musizierte.
Franceschini war ein Schüler von Giovanni Maria Galli da Bibiena und bildete sich nach dessen Tod (1665) zunächst autodidaktisch weiter, bevor er mit 20 Jahren in die Werkstatt des Carlo Cignani eintrat. Dort lernte er dessen Cousin Luigi Quaini (1643–1717) kennen, mit dem er noch viele Jahrzehnte zusammenarbeiten würde. Franceschini heiratete außerdem Teresa Quaini (wahrscheinlich eine Schwester Luigis), mit der er eine Familie gründete: 1672 wurde der erste gemeinsame Sohn Giacomo Maria (gestorben 1745) geboren, der von Marcantonio zum Maler ausgebildet wurde und später einer seiner Assistenten wurde. Weitere Kinder waren Giulia, die später Giovan Girolamo Gandolfi heiratete; Felicita, die Nonne wurde; und Giovanni Callimaco, der in ein Zisterzienserkloster eintrat.
Marcantonio Franceschini blieb bis 1680 bei Cignani und wirkte während der Zeit an vielen Freskendekorationen seines Meisters in Bologna, Forlì und Parma mit, wobei er gewöhnlich die Vorzeichnungen Cignanis auf das Fresko übertrug.

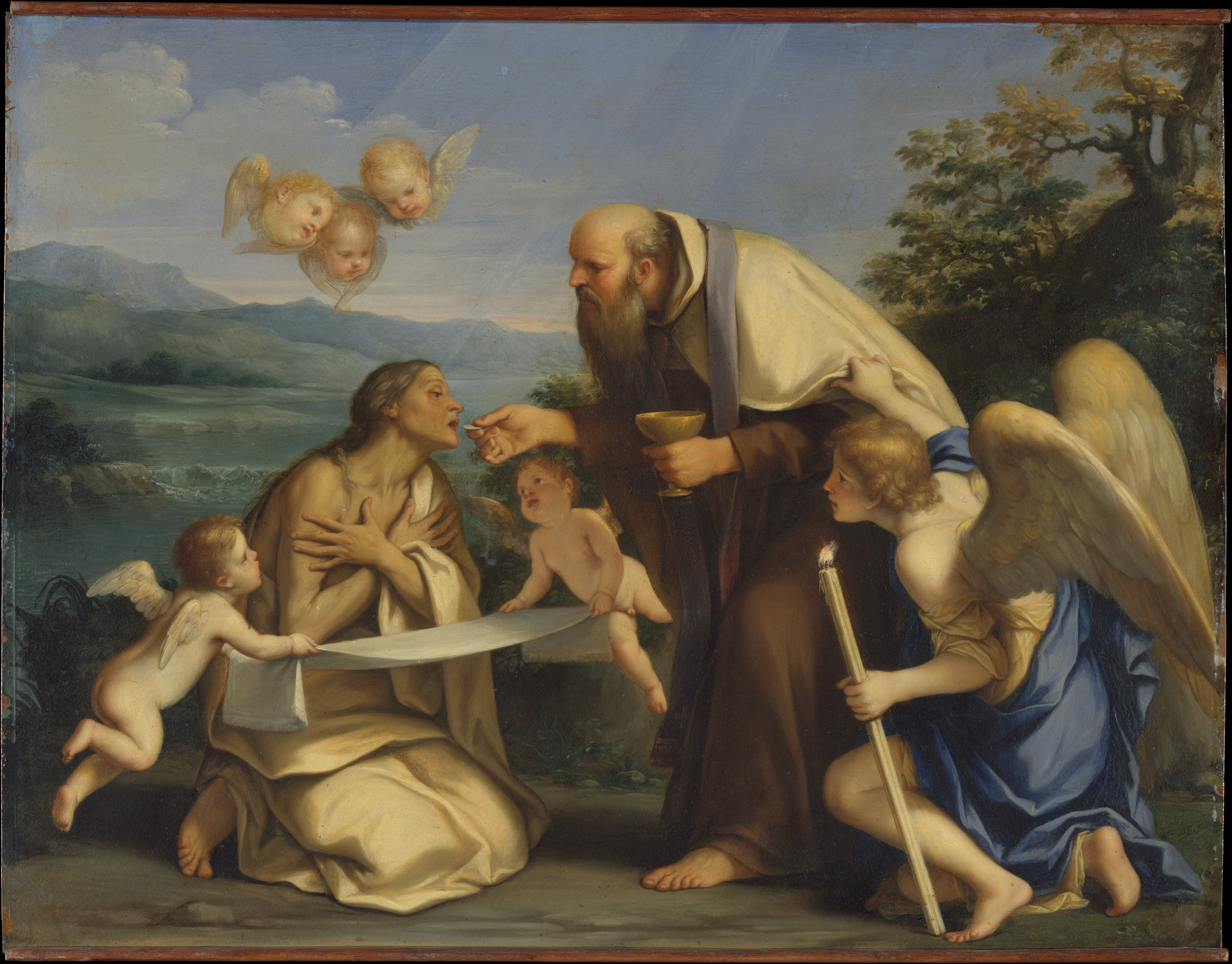
Letzte Kommunion der hl. Maria von Ägypten, Öl auf Kupfer, Metropolitan Museum, New York

Als wohl erstes eigenständiges Werk malte er 1674 für die Kirche San Lorenzo di Budrio das Altarbild Der hl. Filippo Benizzi weist die Tiara zurück. Nachdem er sich 1680 selbständig gemacht hatte, arbeitete er bis 1682 an mythologischen und allegorischen Fresken im Palazzo Ranuzzi (heute: Palazzo di Giustizia), im Palazzo Monti (später: Salina) und im Palazzo Marescotti (später: Brazzetti). Er entwickelte dabei bereits seinen typischen, u. a. von Domenichino und Reni beeinflussten klassizistischen Stil von großer formaler Reinheit und Klarheit.
Etwa aus derselben Zeit stammen die beiden kleinen Gemälde auf Kupfer Die Kommunion der hl. Maria aus Ägypten (Privatsammlung, London) und Ekstase der hl. Maria Magdalena (Collezione Molinari Pradelli, Bologna), die 1709 Papst Clemens XI. zum Geschenk gemacht wurden.
Von Franceschini ist ein Rechnungsbuch (Libro dei conti, Biblioteca comunale, Bologna) erhalten, das seine gesamte Produktion aus der Zeit von 1684 bis zum 15. September 1729 dokumentiert. Die Geburt des Adonis in der Dresdner Galerie entstand 1684–86.

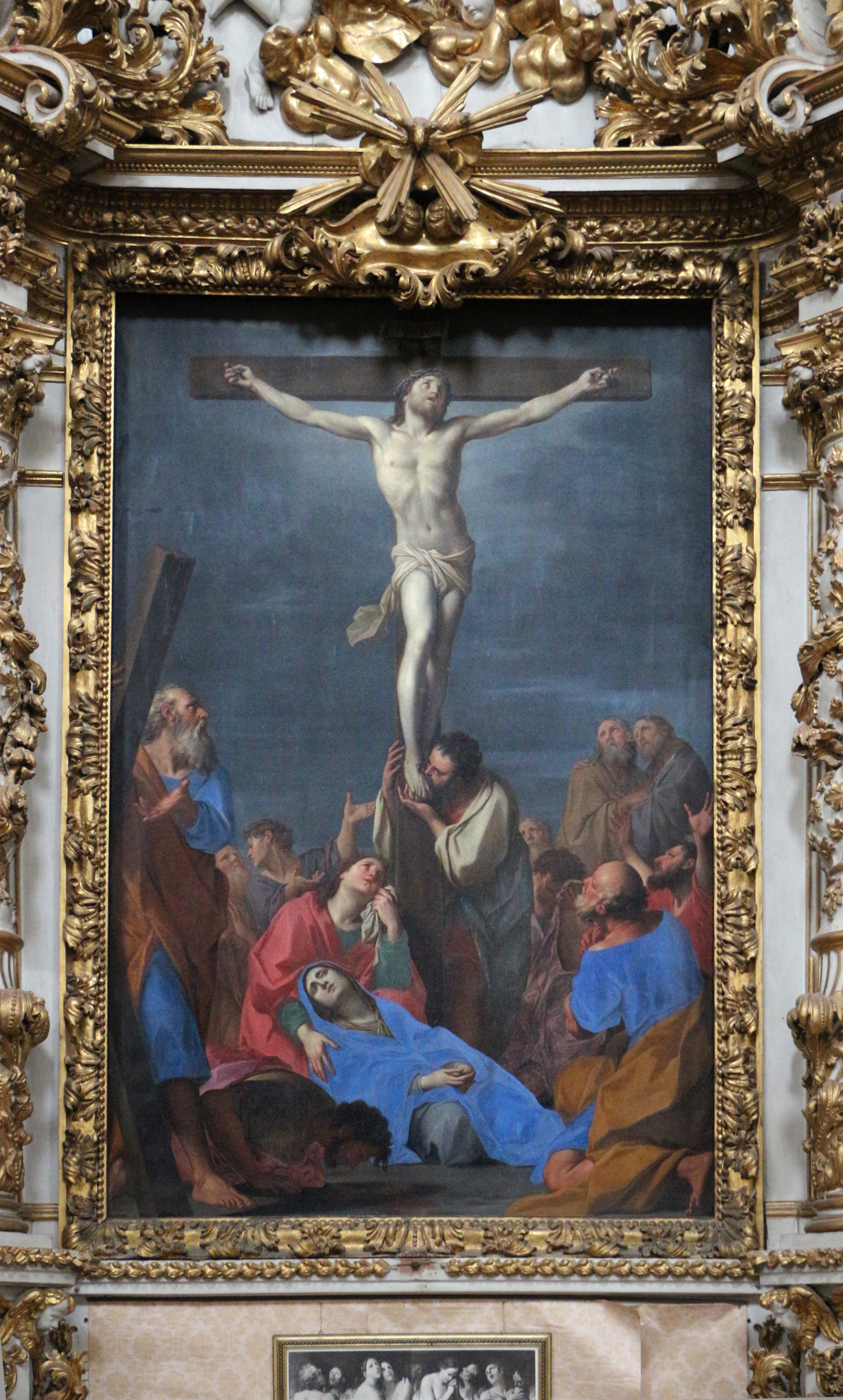
Kreuzigung Jesu mit Maria und Aposteln, 1694–95, Kirche Sant’ Agostino, Imola

1685 bis 1690 malte er Altarbilder und Fresken in diversen Bologneser Kirchen, besonders gerühmt wurden davon das Bild Die hl. Elisabeth von Ungarn bricht vor Christus zusammen (1685) für Santa Maria della Carità und der Tod des hl. Joseph für die Chiesa del Corpus Domini (1686–88); die letztere war eins seiner erfolgreichsten Werke und wurde mehrfach kopiert.
Außer in Bologna malte er in den 1680er Jahren auch Altarbilder für Kirchen in Finale Emilia und in Rimini. Für den Dom von Piacenza schuf er 1683 eine Maria Immacolata (heute im Erzbischöflichen Palast), und 1688–89, zusammen mit Luigi Quaini, verschiedene Fresken, von denen jedoch die meisten im Zweiten Weltkrieg zerstört wurden.
Zwischen 1689 und 1696 schuf Franceschini zusammen mit Quaini (Landschaften) und dem Quadraturmaler Enrico Haffner die große malerische Dekoration für die Bologneser Kirche Corpus Domini, gen. „della Santa“, bestehend aus Decken-, Wand- und Kuppelfresken sowie Altarbildern in Tempera, darunter das Hauptaltarbild Kommunion der Apostel (1694; siehe unten Galerie). Dieses Hauptwerk Franceschinis wurde bedauerlicherweise 1943 im Zweiten Weltkrieg bei den Bombardierungen der Kirche arg in Mitleidenschaft gezogen und beschädigt.
In der Kirche Santa Maria di Galliera (Bologna) malte er 1693–95 Deckenfresken und ein Altarbild Madonna in Glorie mit den Hl. Francesco di Sales und Franziskus von Assisi. Weitere Gemälde entstanden für die Kirchen Sant’ Agostino in Imola (u. a. Kreuzigung, 1694–95, siehe ABB.) und San Carlo in Modena (1699–1700). Bei den Fresken in der Cappella del Tesoro der Kirche San Prospero in Reggio Emilia (1701) hatte er Unterstützung durch Quaini, Francesco Antonio Meloni (Landschaften) und Enrico Haffner (Quadraturmalereien).
Ein Selbstporträt aus der Zeit von 1701 bis 1705 befindet sich in den Uffizien, Florenz.

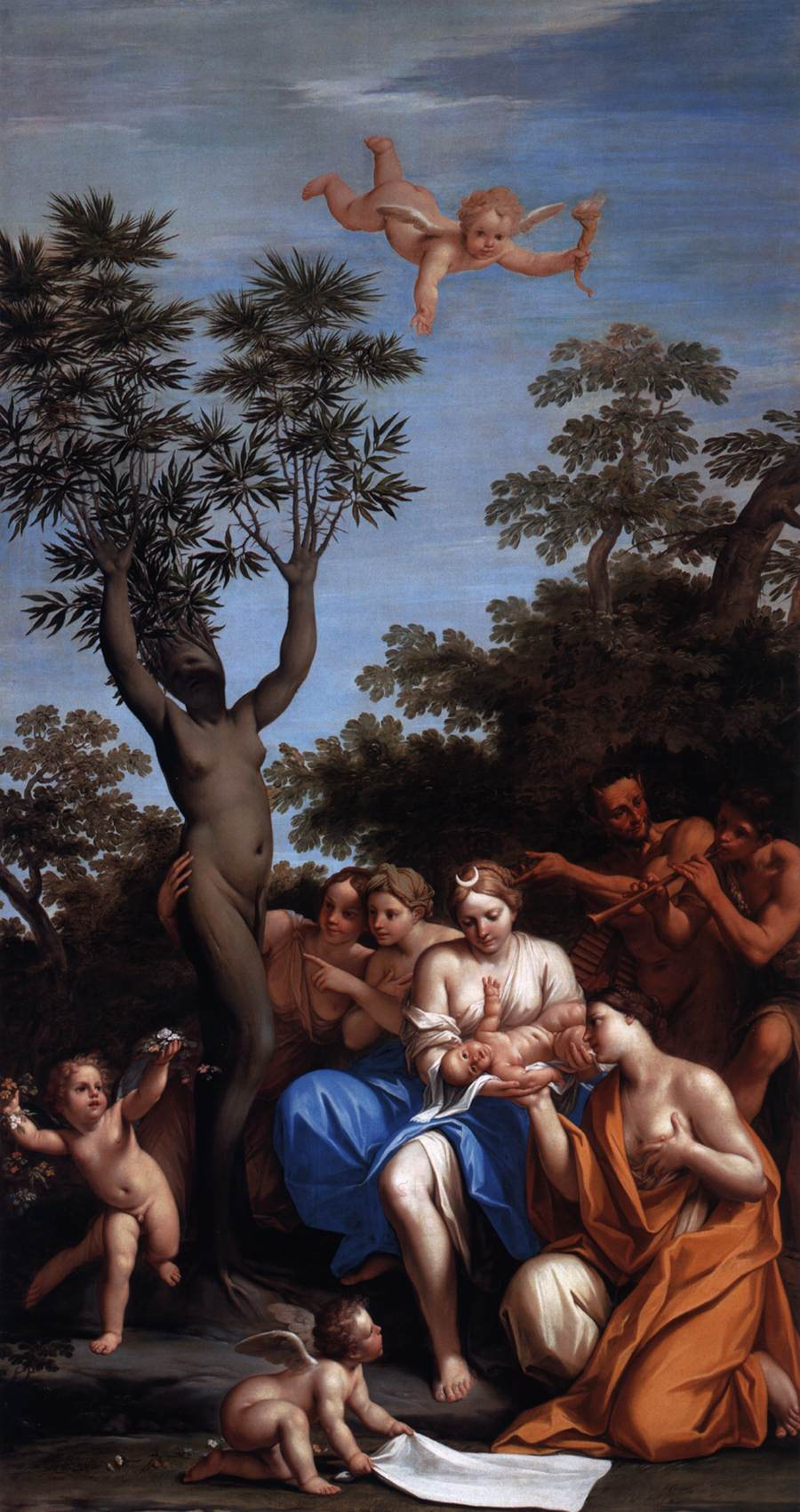
Geburt des Adonis, um 1691–1709, Liechtenstein Sammlung, Wien

Mittlerweile genoss Franceschini einen hervorragenden Ruf auch außerhalb Italiens, doch er lehnte alle Angebote, ins Ausland zu gehen, ab. Unter den Fürsten, die versuchten ihn zu engagieren, waren Karl II. von Spanien, Kurfürst Johann Wilhelm von der Pfalz, der Franceschini für die Dekoration des Mannheimer Schlosses wollte, sowie Fürst Johann Adam von Liechtenstein, der ihn nach Wien holen wollte. Obwohl er diesem Wunsch nicht nachgab, stand Franceschini mit dem Fürsten von Liechtenstein zwischen 1691 und 1709 in engem brieflichem Kontakt, und insgesamt malte er 42 Gemälde für ihn, darunter zwei achtteilige Zyklen über die Göttin Diana und über Adonis (1692–1698). Für die Galerie des Palais Liechtenstein in der Rossau (Wien) schuf Franceschini drei Gemälde mit den Göttern des Olymp (1706–1709), unter Mithilfe von Quaini, der die Landschaften malte.
Weitere europäische Kunden waren Friedrich August I. von Sachsen, Friedrich Christian, Graf von Schaumburg-Lippe, ein Graf Kaunitz und der Marquess von Exeter (?), für die Franceschini verschiedene mythologische, arkadische, sowie alttestamentarische Szenen malte.
Etwa von 1702 bis 1704 arbeitete er zum ersten Mal in Genua, um die Fresken der Sala del Maggior Consiglio im dortigen Palazzo Ducale zu malen, gemeinsam mit Quaini, Meloni und Aldrovandini. Dieses bedeutende Werk ging 1777 beim Brand des Palastes verloren, nur eine Reihe von Vorstudien blieb erhalten (Museo dell’Opera, Dom von Orvieto).
1704 bis 1710 war er wieder in Bologna und arbeitete an vielen Aufträgen privater Mäzene, unter anderem entstanden zu dieser Zeit auch zwei Gemälde auf Kupfer für Kardinal Pietro Ottoboni, Die Befreiung Petri (1708) und Die Enthauptung des hl. Johannes d. Täufers (1709).

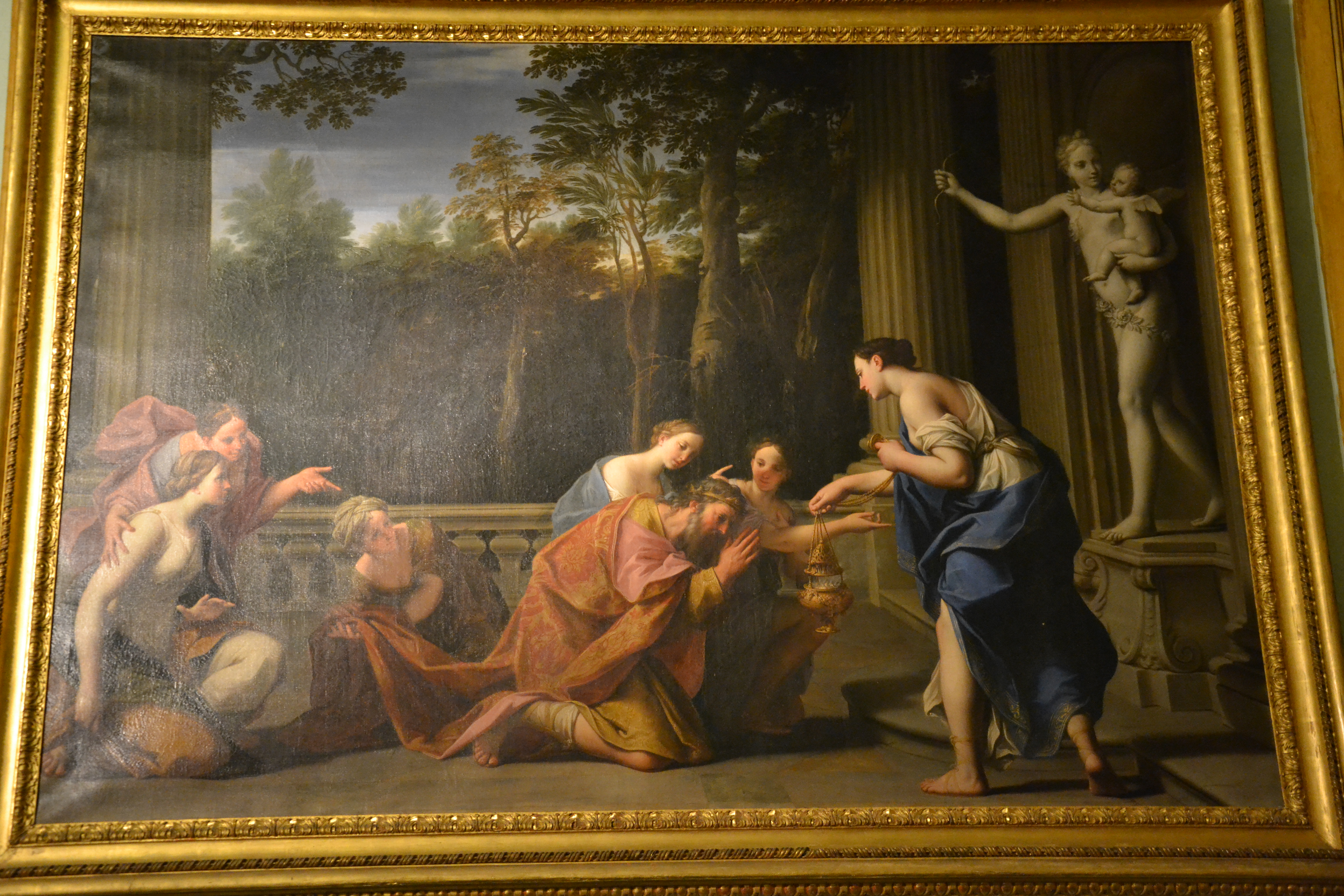
Salomon betet Götzenbilder an, ca. 1715–20, Palazzo Spinola, Genua

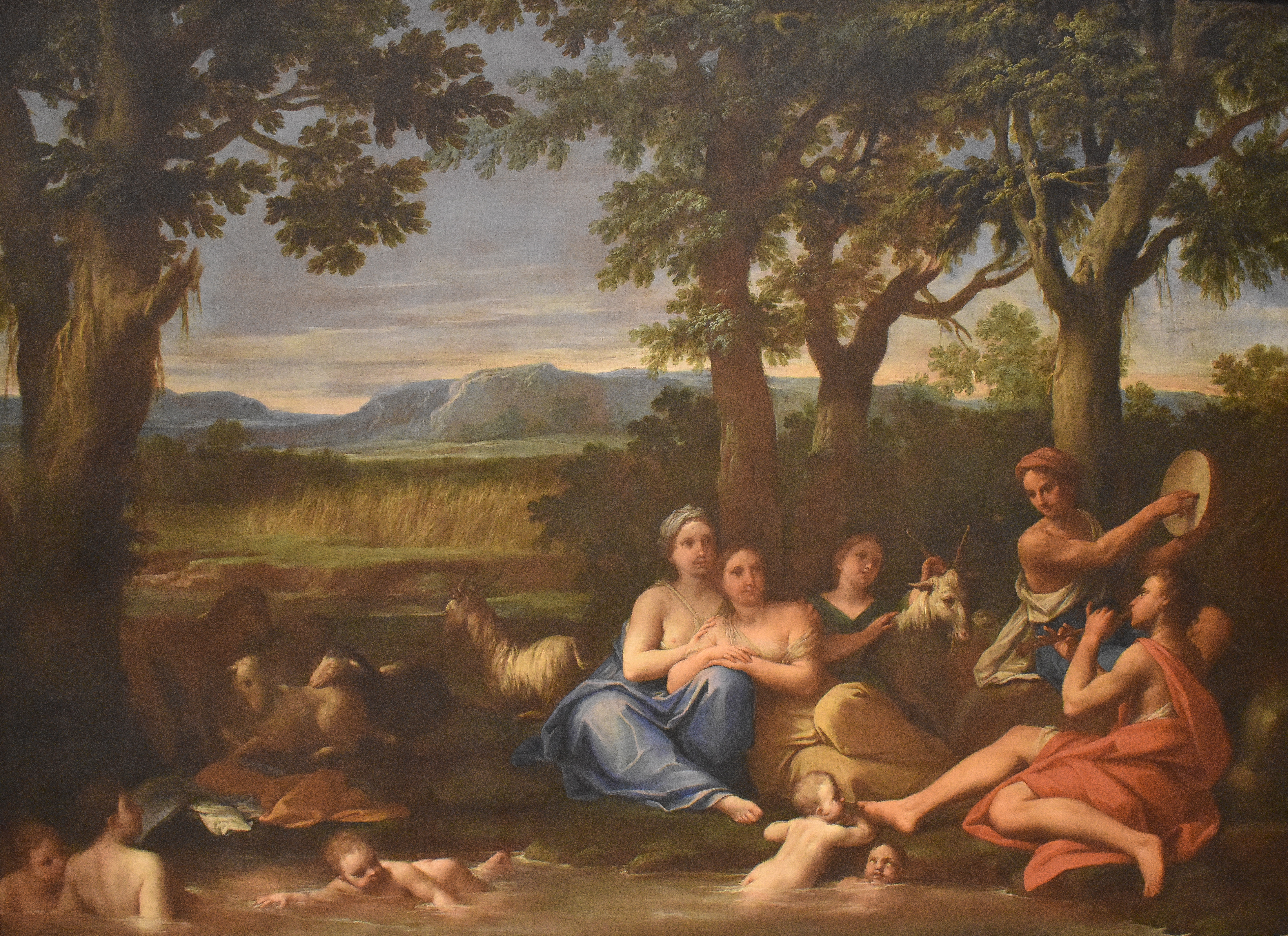
Sommer (aus dem Vier Jahreszeiten-Zyklus), 1616–17, Öl auf Leinwand, 127 × 173 cm, Pinacoteca Nazionale di Bologna

1711–12 wurde er von Papst Clemens XI. nach Rom berufen, um Kartons für die Mosaiken der Chorkapelle im Petersdom zu schaffen, die ursprünglich Carlo Maratta gestalten sollte. Das Deckenmosaik mit dem Ewigen Vater gestützt von vier apokalyptischen Wesen und umgeben von seligen Geistern wurde nach Franceschinis Entwurf von Filippo Cocchi zwischen 1712 und 1716 in Mosaik umgesetzt, und die Mosaiken der Lünetten von Giuseppe Ottaviani von 1719 bis 1721 realisiert, und zwar folgende Szenen: Deborah lässt Barak rufen, um ihm die Leitung des Heeres anzuvertrauen, Deborah und Barak danken Gott für den Sieg, Judith mit dem Haupt des Holofernes und Jeremia beweint die Zerstörung Jerusalems. Einige der Originalentwürfe Franceschinis – darunter auch zwei zurückgewiesene Szenen – wurden 1719 für die Dekoration der Sala Riaria im Palazzo della Cancelleria verwendet, dabei aber durch B. Lamberti vergrößert und ergänzt.
1714 ging er wiederum nach Genua, um mit Unterstützung seines Sohnes Giacomo, sowie durch Giacomo Boni und Antonio Maria Haffner (dem Bruder von Enrico) in der Kirche San Filippo Neri das Deckenfresko mit der Glorie des besagten Heiligen und acht Szenen aus seinem Leben in Temperatechnik zu malen; für dieselbe Kirche schuf er 1717 auch ein Altarbild mit der Ruhe auf der Flucht nach Ägypten. Zwischen 1715 und 1722 entstand außerdem für den Genueser Adligen Stefano Pallavicini ein weiterer, fünfteiliger Diana-Zyklus, der eine Art Variante des früher für den Fürsten Liechtenstein geschaffenen ist (später im Palazzo Podestà bzw. Pallavicini). Außerdem malte er für Gian Filippo Durazzo die beiden Leinwände Thetis taucht Achilles in den Styx und Achilles erkannt von Odysseus, sowie fünf religiöse Werke (Palazzo Durazzo Pallavicini, Genua). 1716 schuf er für den Fürsten von Carignano Die vier Jahreszeiten (Pinacoteca nazionale, Bologna) zusammen mit G. Boni und Quaini, der die Landschaften malte.
Obwohl er mittlerweile 70 Jahre alt war, malte er 1718 noch ein Fresko in der Kapelle der Madonna del Popolo im Dom zu Piacenza (1718). Im Jahr darauf entstand Der hl. Georg tötet den Drachen für die Basilica della Steccata in Parma.
Neben seiner künstlerischen Karriere war Franceschini aktiv an der 1710 gegründeten und nach Papst Clemens XI. benannten Accademia Clementina in Bologna beteiligt, deren „viceprincipe“ er zweimal (1710 und 1720) war und wo er mehrfach als Professor für Figurenmalerei, mit dem offiziellen Titel eines Direktors, lehrte (in den Jahren 1713, 1718, 1724, 1728). Im Jahr 1721 war er „principe“ der Accademia.
1720, zu den Feierlichkeiten anlässlich des Todes seines Lehrers Cignani malte er eine Allegorie des Ruhmes (Accademia di Belle Arti, Bologna). Im selben Jahr wurde er von Papst Clemens XI. zum Christusritter ernannt.
Zu seinem Spätwerk gehören unter anderem der Triumph Davids (1721, Collezione Marsigli Paolazzi, Monza) und der Tod des Abel (1723, Pinacoteca nazionale, Bologna). Noch mit beinahe 80 Jahren malte Franceschini einige Altarbilder für die Bologneser Kirchen Sant’Isaia (Verkündigung; 1726), Santa Maria dei Servi und San Pietro.
Er starb in Bologna am Heiligabend des Jahres 1729.

## Bildergalerie

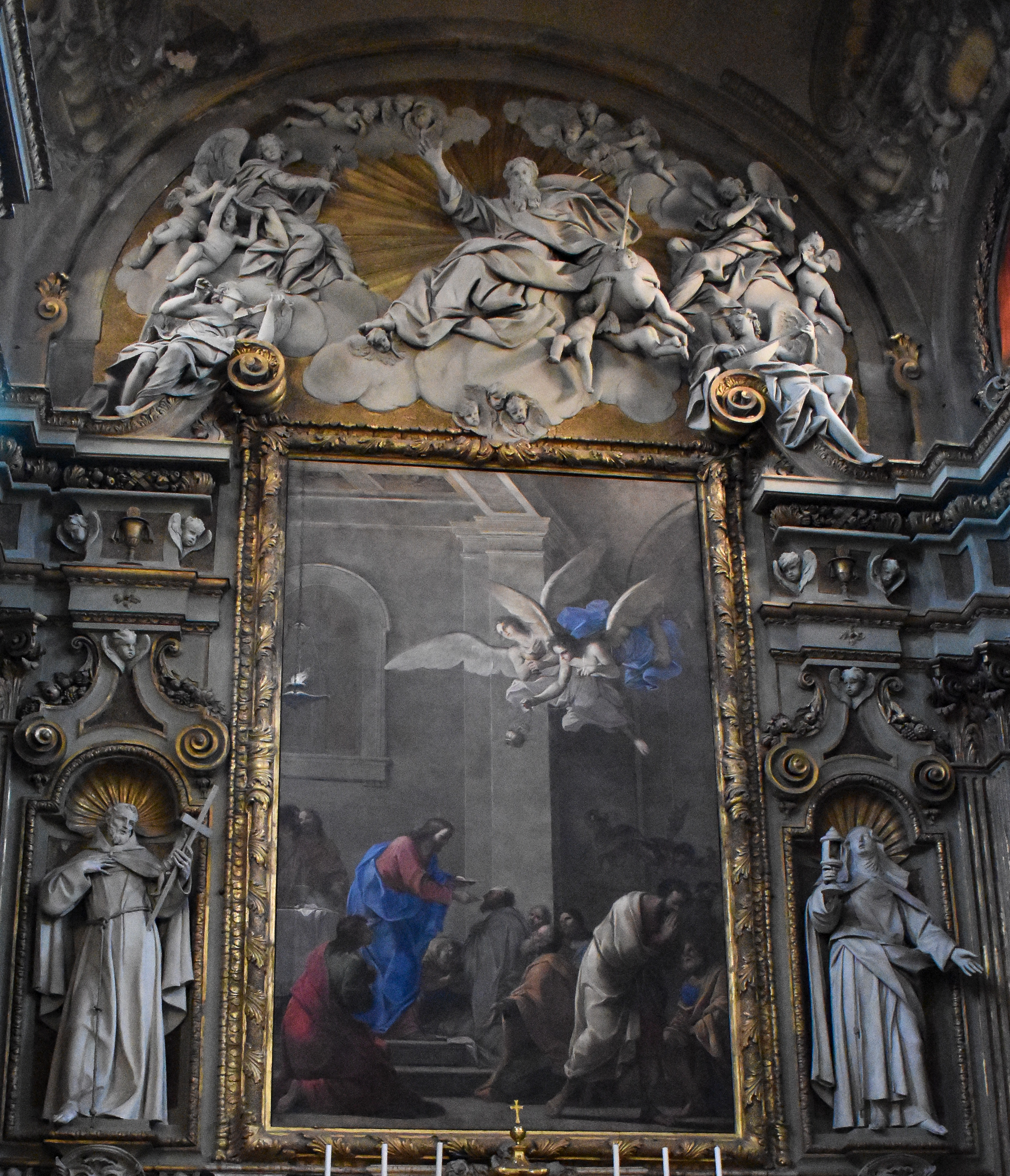
Kommunion der Apostel, 1694, Tempera auf Holz (?), Monastero del Corpus Domini, Bologna
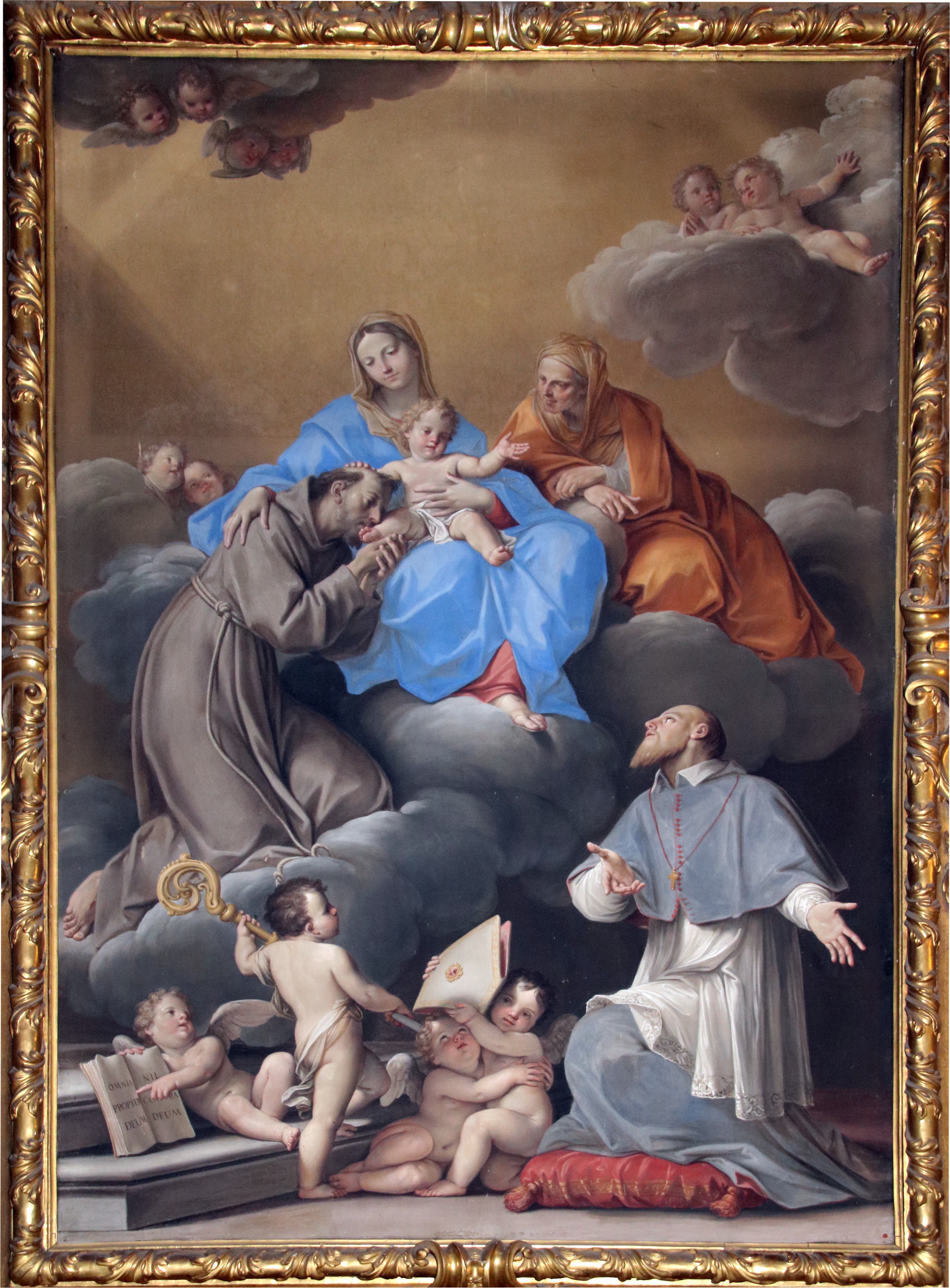
Marco Antonio Franceschini: Madonna mit Kind und den Hl. Anna, Franziskus von Assisi und Francesco di Sales, 1693–95, Kirche Santa Maria di Galliera, Bologna
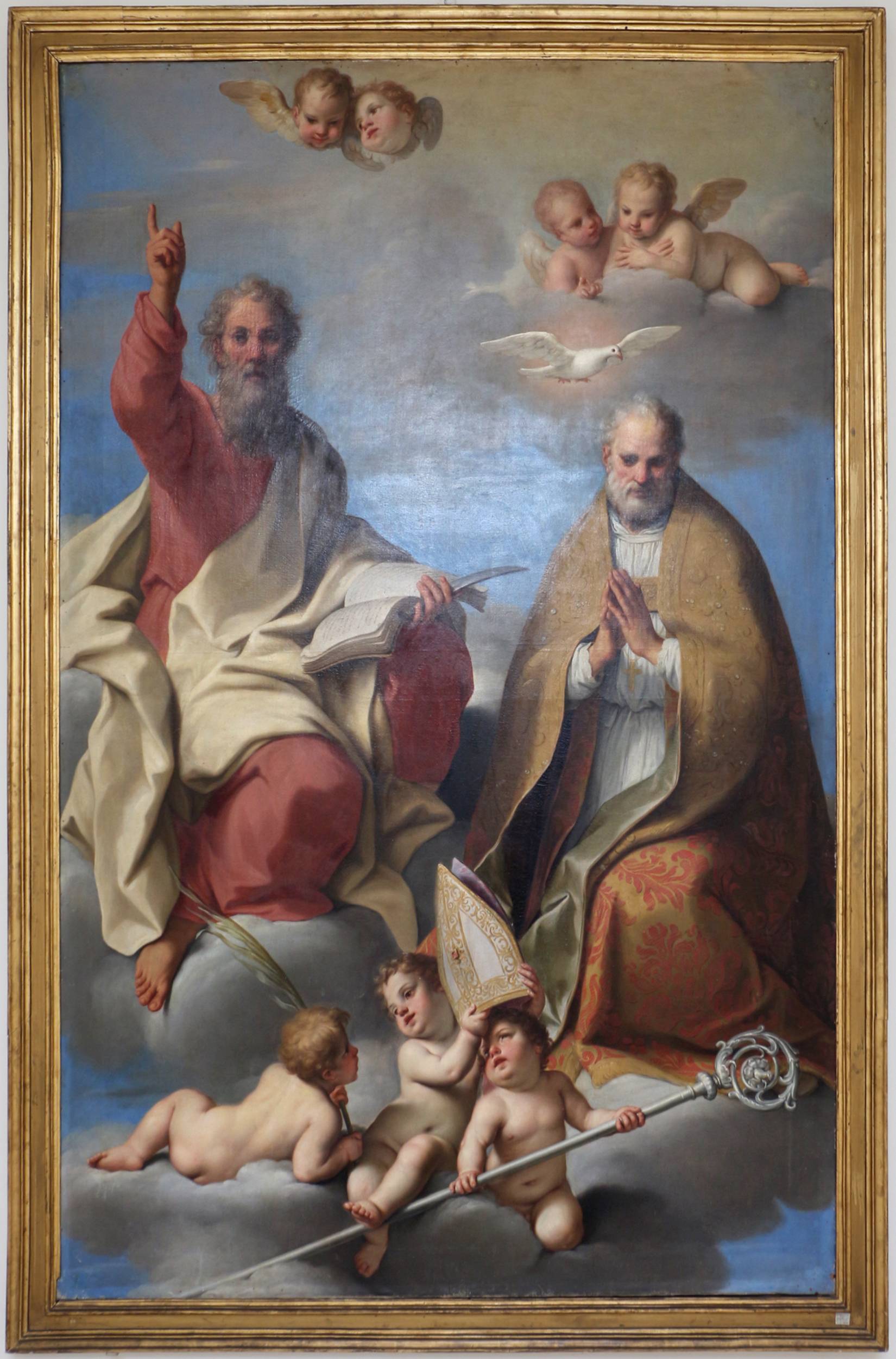
Die Heiligen Bartolomeus und Severus, Museo di Ravenna
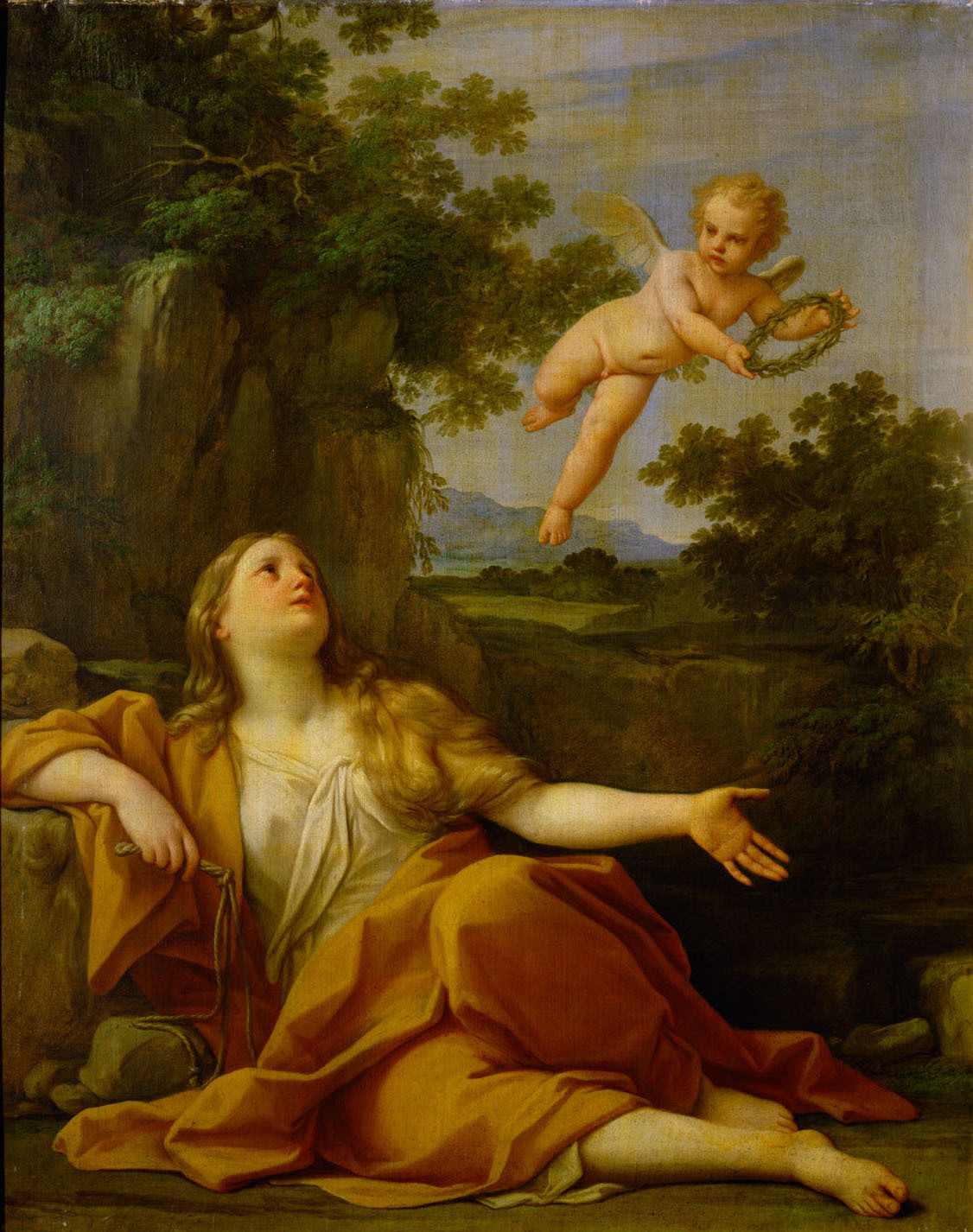
Büßende Maria Magdalena, ca. 1700–1705, Öl auf Leinwand, 119 × 96 cm, Kunsthistorisches Museum, Wien
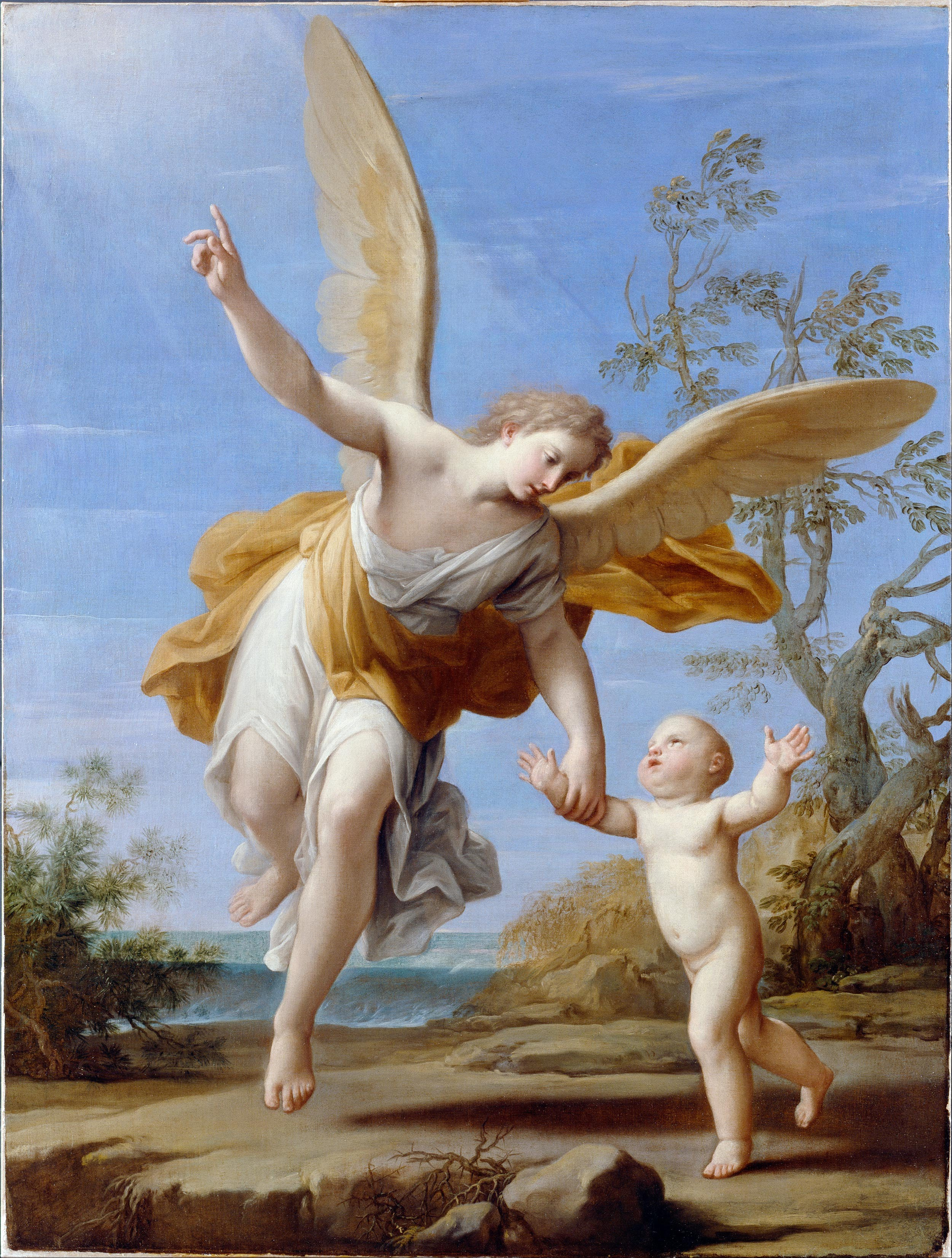
Der Schutzengel, 1716, Öl auf Leinwand, 100,3 × 75,3 cm, Dulwich Picture Gallery, London